# Karl Aagard Østvig

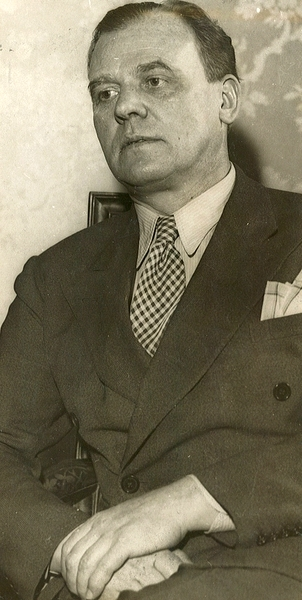
Karl Aagard Østvig

Karl Aagard Østvig, auch Karl Aagard Oestvig, (* 17. Mai 1889 in Christiania; † 21. Juli 1968 in Oslo) war ein norwegischer Opernsänger (Tenor), Opernregisseur und Gesangspädagoge.

## Leben
Østvig nahm privaten Gesangsunterricht in Deutschland bei Wilhelm Cappele Kloed und studierte später an der Kölner Hochschule für Musik bei Fritz Steinbach und Ludwig Wüllner. 1914 debütierte er als Tenor an der Staatsoper Stuttgart, wo er die nächsten fünf Jahre angestellter Künstler war. 1915 spielte er dort den „Laienbruder Giovanni de Salviati“ in der Weltpremiere der Oper Mona Lisa von Max von Schillings. 1917 war er Gastsänger am Theater Basel und 1919 an der Bayerischen Staatsoper in München.
Østvig war in der Zeit von 1919 bis 1926 der Erste Tenor der Wiener Staatsoper. In dieser Zeit lernte er an der Oper Maria Rajdl kennen, die er heiratete. 1919 sang er bei der Uraufführung der Oper Die Frau ohne Schatten von Richard Strauss (Libretto: Hugo von Hofmannsthal) in Wien. 1923 unternahm er eine ausgedehnte Konzertreise durch Europa und Nordamerika. 1926 gastierte er am Ungarischen Staatsopernhaus in Budapest und der Hamburgischen Staatsoper. Ab 1927 arbeitete er an der Deutschen Oper in Berlin. Dieses Engagement dauerte bis 1930. 1928 wurde einer seiner Auftritte als „Max“ in Jonny spielt auf von nationalsozialistischen Störern unterbrochen. 1933 hatte er seinen letzten Auftritt als Opernsänger an der Deutschen Oper Berlin.
Østvig und seine Frau gingen 1932 nach Norwegen und arbeiteten beide dort als Gesangslehrer. Im gleichen Jahr begann Østvig mit seiner Regiearbeit in Oslo. Nach der Besetzung Norwegens durch die deutsche Wehrmacht im Zweiten Weltkrieg übernahm er die Leitung der Oper Oslo. Nach dem Kriegsende wurde er als Kollaborateur (Quisling) eine Zeit lang inhaftiert.
Østvig lebte bis zu seinem Lebensende in Oslo. Sein Sohn Karl Aagard jr. war während des Zweiten Weltkriegs SS-Untersturmführer in der 11. SS-Freiwilligen-Panzergrenadier-Division „Nordland“. Er fiel am 25. Dezember 1944 an der Ostfront in der Festung Modlin nördlich von Warschau.